# Sis dies de Montreal
Els Sis dies de Montreal era una cursa de ciclisme en pista, de la modalitat de sis dies, que es corria a Montreal (Canadà). La seva primera edició data del 1929 i es va disputar fins al 1980 amb un gran parèntesi de 1943 a 1962. William Peden, amb set victòries, fou el ciclista que més vegades guanyà la cursa.
Willy Spencer, amb l'ajuda de Louis Quilicot, amfitrió del club de ciclisme canadenc homònim, va organitzar els Sis Dies de Montreal el 1929. Es disputaren al velòdrom del Fòrum de Montreal. L'acollida del públic va ser immediata i entusiasta, atraient els noms més importants del ciclisme internacional. El 1942 el promotor fou Harry Mendel.
René Paquin organitzà la cursa al Centre Paul-Sauvé de Montreal de 1963 a 1976 amb l'ajuda de Guy Morin, Jean Ladouceur, René Cyr i Oswald Van Delabelle.

## Palmarès
| Any      | Primers                                           | Segons                                  | Tercers                                              |
| -------- | ------------------------------------------------- | --------------------------------------- | ---------------------------------------------------- |
| 1929     | Willy Coburn · Maurice Declerck                   | William Coles · William Peden           | Earl Best · Alfred Crossley                          |
| 1930 (1) | Joe Laporte · Piet van Kempen                     | Lew Elder · William Peden               | Alfred Crossley · Reginald Fielding                  |
| 1930 (2) | Lew Elder · Horace Horder                         | Reginald Fielding · William Peden       | Marcel Boogmans · Laurent Gadou                      |
| 1931 (1) | Henri Lepage · William Peden                      | Reginald Fielding · Harvey Black        | George Dempsey · Laurent Gadou                       |
| 1931 (2) | Henri Lepage · William Peden                      | Jules Audy · Piet van Kempen            | Horace Horder · Freddy Zach                          |
| 1932 (1) | Jules Audy · William Peden                        | Henri Lepage · Alfred Letourneur        | Reginald Fielding · Xavier Van Slembroeck            |
| 1932 (2) | Reginald Fielding · William Peden                 | Jules Audy · Alfred Crossley            | Dave Lands · Reginald McNamara                       |
| 1933 (1) | Gérard Debaets · Alfred Letourneur                | Laurent Gadou · William Peden           | Hans Putzfeld · Bernhard Stubecke                    |
| 1933 (2) | Frank Bartell · Laurent Gadou                     | Jules Audy · William Peden              | Henri Lepage · Alfred Letourneur                     |
| 1934 (1) | Jules Audy · William Peden                        | Henri Lepage · Alfred Letourneur        | Freddy Zach · Reginald McNamara                      |
| 1934 (2) | Ernst Müller · Charles Winter                     | Henri Lepage · Jimmy Walthour           | Frank Bartell · Laurent Gadou                        |
| 1935 (1) | Gustav Kilian · Heinz Vopel                       | Jules Audy · Jimmy Walthour             | Alfred Crossley · Henri Lepage                       |
| 1935 (2) | Gustav Kilian · Heinz Vopel                       | Henri Lepage · Jimmy Walthour           | Frank Bartell · Fred Ottevaire                       |
| 1936 (1) | Gustav Kilian · Heinz Vopel                       | Jules Audy · Henri Lepage               | Henry O'Brien · Jack Sheehan                         |
| 1936 (2) | Raymond Bedard · Jerry Rodman · Georges Trepanier | Oscar Juner · Dave Lands · Roy McDonald | Archie Bollaert · Fernand Pelletier · Pete Willeskey |
| 1937     | Gustav Kilian · Heinz Vopel                       | Emile Diot · Emile Ignat                | Douglas Peden · William Peden                        |
| 1938     | Douglas Peden · William Peden                     | Gustav Kilian · Heinz Vopel             | Alfred Crossley · Jimmy Walthour                     |
| 1939     | No disputats                                      |                                         |                                                      |
| 1940     | Angelo De Bacco · Cecil Yates                     | Rene Cyr · William Peden                | Raymond Bedard · Fred Ottevaire                      |
| 1941     | Angelo De Bacco · Rene Cyr                        | Jules Audy · Cecil Yates                | Douglas Peden · William Peden                        |
| 1942     | Charles Bergna · William Peden                    | Angelo De Bacco · Rene Cyr              | William Anderson · Bill Logan                        |
| 1943-62  | No disputats                                      |                                         |                                                      |
| 1963     | Mino De Rossi · Ferdinando Terruzzi               | Robert Lelangue · Emiel Severeyns       | Willi Altig · André Darrigade                        |
| 1964 (1) | Palle Lykke Jensen · Emiel Severeyns              | Mino De Rossi · Ferdinando Terruzzi     | Klaus Bugdahl · Lucien Gillen                        |
| 1964 (2) | Lucien Gillen · Robert Lelangue                   | Leandro Faggin · Ferdinando Terruzzi    | Palle Lykke Jensen · Emiel Severeyns                 |
| 1965 (1) | Klaus Bugdahl · Klemens Grossimlinghaus           | Giuseppe Beghetto · Sergio Bianchetto   | Horst Oldenburg · Romain Deloof                      |
| 1965 (2) | Freddy Eugen · Leandro Faggin                     | Fritz Pfenninger · Sigi Renz            | Lucien Gillen · Robert Lelangue                      |
| 1966 (1) | Freddy Eugen · Leandro Faggin                     | Fritz Pfenninger · Sigi Renz            | Lucien Gillen · Palle Lykke Jensen                   |
| 1966 (2) | Palle Lykke Jensen · Emiel Severeyns              | Freddy Eugen · Leandro Faggin           | Horst Oldenburg · Dieter Kemper                      |
| 1967 (1) | Patrick Sercu · Emiel Severeyns                   | Palle Lykke Jensen · Freddy Eugen       | Fritz Pfenninger · Peter Post                        |
| 1967 (2) | Palle Lykke Jensen · Freddy Eugen                 | Fritz Pfenninger · Leandro Faggin       | Patrick Sercu · Emiel Severeyns                      |
| 1968 (1) | Horst Oldenburg · Leandro Faggin                  | Patrick Sercu · Emiel Severeyns         | Palle Lykke Jensen · Freddy Eugen                    |
| 1968 (2) | Fritz Pfenninger · Louis Pfenninger               | Klaus Bugdahl · Wolfgang Schulze        | Palle Lykke Jensen · Freddy Eugen                    |
| 1969     | Jacky Mourioux · Alain Van Lancker                | Patrick Sercu · Emiel Severeyns         | Fritz Pfenninger · Louis Pfenninger                  |
| 1970     | No disputats                                      |                                         |                                                      |
| 1971     | Tony Gowland · Gianni Motta                       | Norbert Seeuws · Julien Stevens         | Jan Janssen · Gerard Koel                            |
| 1972     | Norbert Seeuws · Julien Stevens                   | Jan Janssen · Gerard Koel               | Jack Simes · John Vandevelde                         |
| 1973     | Ferdinand Bracke · Robert Van Lancker             | Jack Simes · John Vandevelde            | Norbert Seeuws · Julien Stevens                      |
| 1974-78  | No disputats                                      |                                         |                                                      |
| 1979     | Pietro Algeri · Willy Debosscher                  | Gerben Karstens · Martin Venix          | Gert Frank · Kim Gunnar Svendsen                     |
| 1980     | Pietro Algeri · Willy Debosscher                  | Gerben Karstens · Martin Venix          | Herman Ponsteen · Gustaaf Van Roosbroeck             |